# Георгій Маніак
Георгій Маніак (бл. 998 — 1043) — державний та військовий діяч Візантійської імперії.

## Життєпис

### Служба на сході
Походив з провінційного вірменського роду (за іншими відомостями був тюркського походження). Про батьків або іншу рідню нічого невідомо. Народився у фемі Македонія близько 998 року. Розпочав службу у війську, де завдяки природним якостям (відповідно до Михайла Пселла мав зріст до 2,5 м та величезну фізичну силу) зумів просунутися від звичайно вояка до стратега фортеці Телух. На 1030 рік мав ранг протоспафарія. Того ж року брав участь у поході на Алеппо, де візантійці зазнали відчутної невдачі. Восени того ж року розбив мусульманський загін, що спробував захопити Телух. За це призначено стратегом феми Самосата. Шляхом перемовин наприкінці 1031 або напочатку 1032 року зумів зайняти Едессу, правитель якої Сулейман бен аль-Курджі отримав титул анфипат-патрикія й оселився у Константинополі. До 1033 року Георгій Маніак з успіхом діяв проти арабів в Сирії, отримавши титул патрикія.
У 1034 році призначено катепаном феми Васпуракан. Крім того, в хроніці Іоанна Скіліци названий архонтом Мідії та Аспраканії. Діяв проти сусідніх мусульманських держав. У 1037 році зумів захопити важливу й потужну фортецю Беркрі. Того ж року переведено на Балкани, його змінив патрикій Стефан Ліхуд.

### Похід в Сицилії
1038 року Георгія Маніака призначено командувати військовим походом з підкорення Сицилії. В ній брали участь грецькі війська, варязька гвардія на чолі з Гаральдом загони лангобардів з Апулії і італійські нормандці на чолі з Вільгельмом Отвільським, що перебували на службі у лангобардського князя Салерно Гваймара IV. Того ж року Маніак захопив місто Мессіну, а потім у битві при Ремата завдав поразки сицилійським арабам. В 1040 році зайняв Сіракузи та все східне узбережжя Сицилії, завдавши поразки при Дарнгіні. Того ж року в битві при Троїні, в якій Маніак розбив військо сіракузького еміра Абдулли. З Сіракуз до Константинополя відправив мощі Святої Луції. Слідом за цим планувалося звільнити решту острова, а потім напасти на Мальту.
Спочатку вдалося зайняти практично усю Сицилію: в арабів залишилося лише Палермо та деякі фортеці та порти на заході. Але після взяття Сіракуз в ході експедиції відбулися негативні зміни: лангобарди, очолювані Ардуїном, розсварилися з Маніяком і залишили Сицилію. До того ж, внаслідок неузгоджених дій з флотом, араби зуміли доправити палермській залозі, що перебувала в облозі необхідні харчі та додаткові війська. Георгій Маніак образив командувача флотом Стефана Калафата, одруженого з сестрою імператора Михайла IV, якого звинуватив у невдачі під Палермо та нехтуванням наказами стратега-автократа.
Стефан повідомив імператору про начебто зраду військовика, Маніака було відкликано до Константинополя і, не маючи можливості виправдатися, 1040 року опинився у в'язниці. Після від'їзду Георгія Маніака араби швидко повернули собі завойоване Візантією східне узбережжя Сицилії, окрім Мессіни.

### Похід в Південній Італії

землі завойовані Маніаком в Італії

Перебував за гратами до повалення імператора Михайла V. 1042 року новий володар Костянтин IX, який призначив Георгія Маніака катепаном Італії. В цей час в Південній Італії повстали лангобарди, які отримали підтримку з боку норманів, внаслідок чого захопили практично усю Апулію. Протягом літа Маніак, діючи з нечуваною жорстокістю, відвоював більшу частину Апулії.
Під час відсутності Маніака його дружина була спокушена проедром Романом Скліром, братом коханки Костянтина IX. До цього додалася давня ворожнеча між цими аристократами за земельні володіння у фемі Анатолік. Склір, бажаючи знищити зрадженого чоловіка, обмовив його перед імператором, і останній викликав Маніака до столиці. Той в свою чергу відмовився підкорятися наказу, оголосив себе імператором і зі своєю армією переправився на Балканський півострів. Перед тим захопив нового катепана Парду, у якого відняв значну купу грошей. Спочатку зайняв важливе місто Діррахіум. По дорозі на Фессалоніки Георгій Маніак розбив армію імператора при Арніссі (відоме також як Острово), але сам загинув в битві.

## Пам'ять
На честь цього візантійського військовика названо замок Кастелло-Маніаче в Сіракузах та містечко Маніаче на Сицилії.

## Родина
- Олександр, вестарх і стратег